# Jacques-Louis de Valon
Jacques-Louis de Valon, Marquis de Mimeure, (* 19. November 1659 in Dijon; † 3. März 1719 in Paris) war ein französischer Lieutenant-général und Lyriker.
Als Menin von Louis de Bourbon, dauphin de Viennois machte de Valon in der Armee Karriere. König Ludwig XIV. verlieh ihm das zum Markgrafentum erhobene Gebiet um Mimeure (im heutigen Département Côte-d’Or). 
Unterstützt von François Louis de Bourbon, prince de Conti, Marquise de Montespan und nicht zuletzt von Nicolas Boileau-Despréaux wurde de Valon am 2. Dezember 1707 von der Académie française aufgenommen (Fauteuil 3). Er wurde damit der Nachfolger des verstorbenen Louis Cousin und ihm selbst folgte 1719 der Kleriker und Übersetzer Nicolas Gédoyn auf diesem Platz nach.

Einem On-Dit nach soll de Valons Antrittsrede vom Schriftsteller Antoine Houdar de la Motte verfasst worden sein.
De Valon schuf seine Oden meist im Stil von Horaz; vieles von seinem Werke blieb aber ungedruckt.
In seiner Geburtsstadt Dijon wurde eine Straße ihm zu Ehren benannt.